# Joan Kipkemoi Rotich
Joan Kipkemoi Rotich, née le 27 novembre 1993, est une athlète kényane.

## Carrière
Elle est médaillée de bronze du 3 000 mètres steeple aux Jeux du Commonwealth de 2014 à Glasgow.